# Denise Richards & Her Wild Things
Denise Richards & Her Wild Things é um reality show americano. Estreou em 4 de março de 2025, nos Estados Unidos, sendo exibido pela emissora Bravo .  A série acompanha Denise Richards, seu marido Aaron Phypers e as filhas Lola Sheen, Sami Sheen e Eloise Richards.

## Premissa
A série acompanha a atriz Denise Richards enquanto ela navega pela vida profissional e familiar junto ao marido, Aaron Phypers, e as filhas Lola Sheen, Sammi Sheen e Eloise Richards. 

## Elenco
- Denise Richards
- Aaron Phypers
- Lola Sheen
- Sami Sheen
- Eloise Richards

## Recepção
Segundo a crítica do site Decider, o programa não oferece uma visão profunda da vida de Richards, parecendo mais uma tentativa de manter sua presença na mídia. A série depende fortemente do carisma de Richards, enquanto os coadjuvantes, como seu marido Aaron Phypers, não se destacam. Apesar disso, Richards é considerada "empática", o que, segundo a análise, contribui para o tom acolhedor do programa.